# Diocesi di Dorileo
La diocesi di Dorileo (in latino Dioecesis Dorylaensis) è una sede soppressa del patriarcato di Costantinopoli e una sede titolare della Chiesa cattolica.

## Storia
Dorileo, identificabile con le rovine nei pressi di Eskişehir nell'odierna Turchia, è un'antica sede episcopale della provincia romana della Frigia Salutare nella diocesi civile di Asia. Faceva parte del patriarcato di Costantinopoli ed era suffraganea dell'arcidiocesi di Sinnada.
La diocesi è stata eretta nel III-IV secolo e scomparve con la conquista turca del XIII-XIV secolo. È documentata nelle Notitiae Episcopatuum del patriarcato di Costantinopoli fino al XII secolo.
Sono diversi i vescovi noti di questa antica diocesi. Atenodoro assistette al primo concilio di Nicea nel 325. Eusebio I prese parte al conciliabolo di Filippopoli del 343/344, assieme ai vescovi orientali che avevano abbandonato il concilio di Sardica.
Eusebio II fu uno dei protagonisti della lotta contro l'eresia nestoriana nel V secolo: fu tra i membri del sinodo permanente di Costantinopoli di novembre 448, durante il quale accusò pubblicamente il monaco Eutiche di eresia, motivo che portò l'assemblea a scomunicare Eutiche; Eusebio prese parte al sinodo di aprile 449 convocato su decisione dell'imperatore per valutare la validità della condanna di Eutiche, che venne confermata dall'assemblea; non fu presente al concilio di Efeso di agosto 449, dove lui e il patriarca Flaviano di Costantinopoli furono a loro volta condannati; infine partecipò al concilio di Calcedonia del 451 dove fu ristabilita l'ortodossia; l'ultima menzione di Eusebio è in una costituzione dell'imperatore Marciano del 6 luglio 452.
Talassio sottoscrisse la petizione inviata dal sinodo di Costantinopoli il 20 luglio 518 al patriarca Giovanni perché rompesse le sue relazioni con Severo di Antiochia e ristabilisse la fede di Calcedonia. Genetlio partecipò al concilio di Costantinopoli del 553 e Leonzio al concilio in Trullo del 692. Nei due concili di Costantinopoli dell'869-870 e dell'879-880, relativi all'affare del patriarca Fozio di Costantinopoli, furono presenti Ignazio nel primo e Paolo nel secondo. Infine un sigillo vescovile, databile al X secolo, ha restituito il nome del vescovo Sabas.
Dal XVIII secolo Dorileo è annoverata tra le sedi vescovili titolari della Chiesa cattolica; la sede è vacante dal 6 dicembre 1972.

## Cronotassi

### Vescovi greci
- Atenodoro † (menzionato nel 325)
- Eusebio I † (menzionato nel 343/344)
- Eusebio II † (prima del 448 - dopo il 452)
- Talassio † (menzionato nel 518)
- Genetlio † (menzionato nel 553)
- Leonzio † (menzionato nel 692)
- Ignazio † (menzionato nell'869)
- Paolo † (menzionato nell'879)
- Sabas † (X secolo)

### Vescovi titolari
- Johann Hugo von Gärtz † (4 febbraio 1715 - 25 dicembre 1716 deceduto)
- Louis-Philippe-François Mariauchau d'Esglis † (22 gennaio 1772 - 10 dicembre 1784 succeduto vescovo di Québec)
- Johann Nepomuk von Wolf † (15 dicembre 1788 - 6 aprile 1818 confermato vescovo di Ratisbona)
- Michel Bradács † (30 settembre 1808 - 1815 deceduto)
- Stefano d'Elia † (25 maggio 1818 - 7 aprile 1822 deceduto)
- Johann Friedrich Oesterreicher † (17 novembre 1823 - 27 giugno 1825 confermato vescovo di Eichstätt)
- Matthias Terrazar † (21 maggio 1827 - 31 gennaio 1835 ?)
- Jean-Baptiste Salpointe † (25 settembre 1868 - 3 ottobre 1884 nominato arcivescovo coadiutore di Santa Fe con il titolo di Anazarbo)
- Antoine-Marie-Hippolyte Carrie, C.S.Sp. † (8 giugno 1886 - 13 ottobre 1904 deceduto)
- Antoni Karaś † (8 novembre 1906 - 7 aprile 1910 nominato vescovo di Augustów)
- Fulgentius Antonio Torres, O.S.B. † (10 febbraio 1910 - 5 ottobre 1914 deceduto)
- Juan Bautista Luis y Pérez † (22 febbraio 1915 - 30 novembre 1921 nominato vescovo di Oviedo)
- Michele de Jorio † (1º dicembre 1921 - 4 aprile 1922 deceduto)
- Benvenuto Diego Alonso y Nistal, O.F.M.Cap. † (27 novembre 1923 - 23 maggio 1938 deceduto)
- Gherardo Sante Menegazzi, O.F.M.Cap. † (1º luglio 1938 - 20 ottobre 1938 nominato arcivescovo titolare di Pompeopoli di Paflagonia)
- Lorenz Zeller, O.S.B. † (7 gennaio 1939 - 1º settembre 1945 deceduto)
- Joseph Wilhelmus Maria Baeten † (30 novembre 1945 - 18 febbraio 1951 succeduto vescovo di Breda)
- Henri-Charles Dupont † (24 luglio 1951 - 6 dicembre 1972 deceduto)